# Партія шахраїв і крадіїв

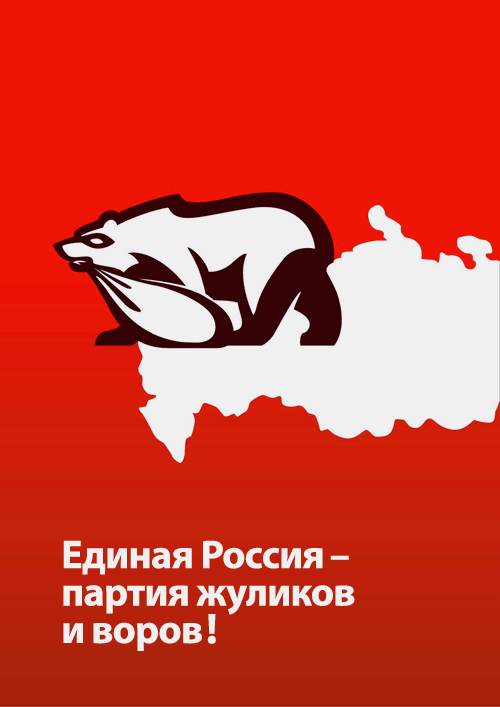
Плакат, який переміг у конкурсі Олексія Навального «Проти партії шахраїв і крадіїв»

«Партія шахраїв і крадіїв» (рос. «Партия жуликов и воров»; іноді скорочується до «ПЖиВ») — популярний вислів, що вживається стосовно російської політичної партії «Єдина Росія»; інтернет-мем.

## Історія

### Походження
За заявою Володимира Жириновського, він ужив це формулювання у 2009 році. 28 вересня 2010 року Борис Нємцов в ефірі «Радіо Свобода» сказав про «Єдину Росію», що «весь народ знає, що це партія крадіїв і корупціонерів». Через деякий час «канонічне формулювання» підхоплює популярний у «LiveJournal» блогер Олексій Навальний і популяризує його:
До партії «Єдина Росія» ставлюся дуже погано. Партія «Єдина Росія» — це партія корупції, це партії шахраїв і крадіїв.

— Олексій Навальний. Finam FM, 2 лютого 2011

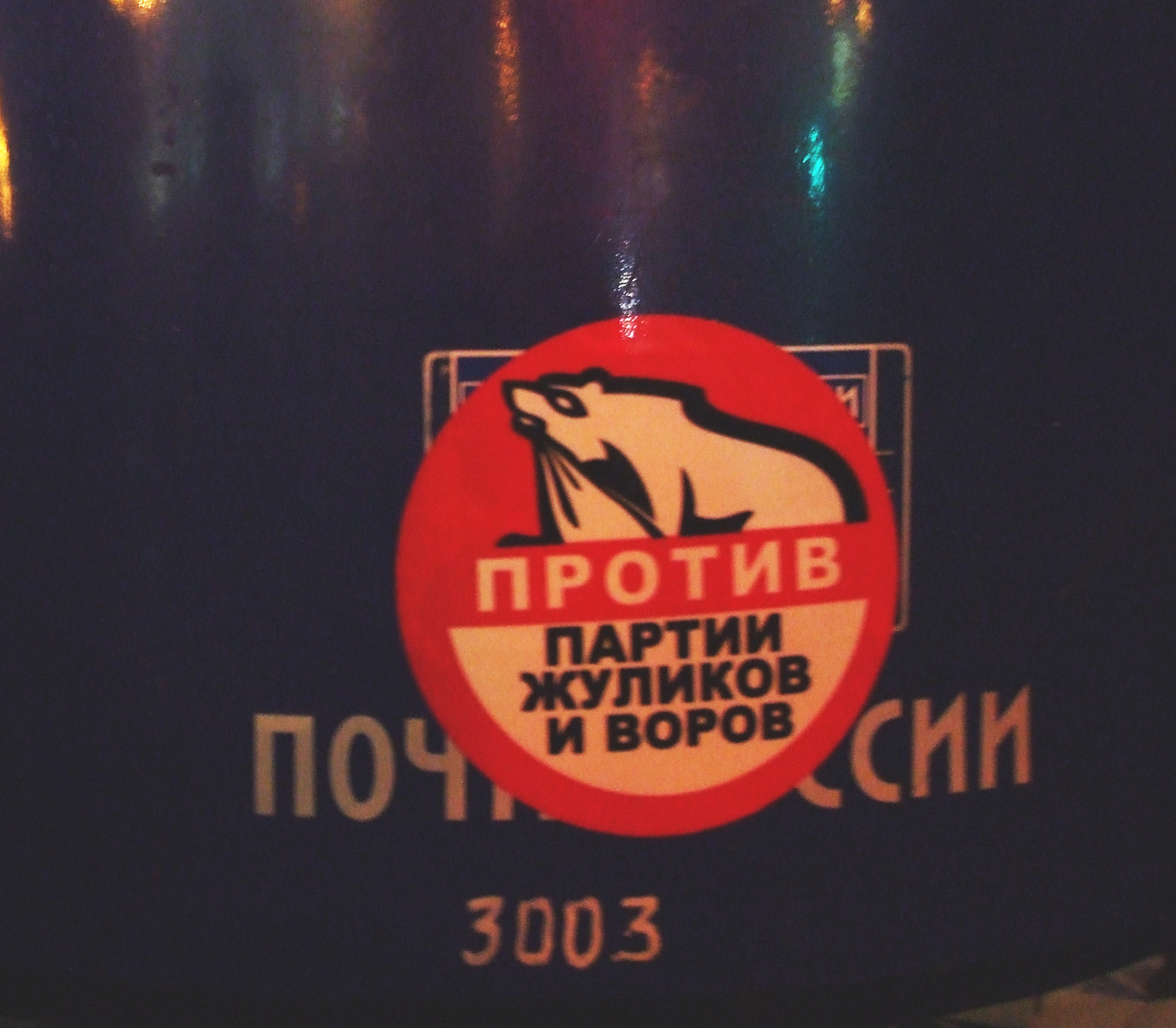
Наклейка, яку використовували під час антиурядового виступу 5 грудня 2011 року.

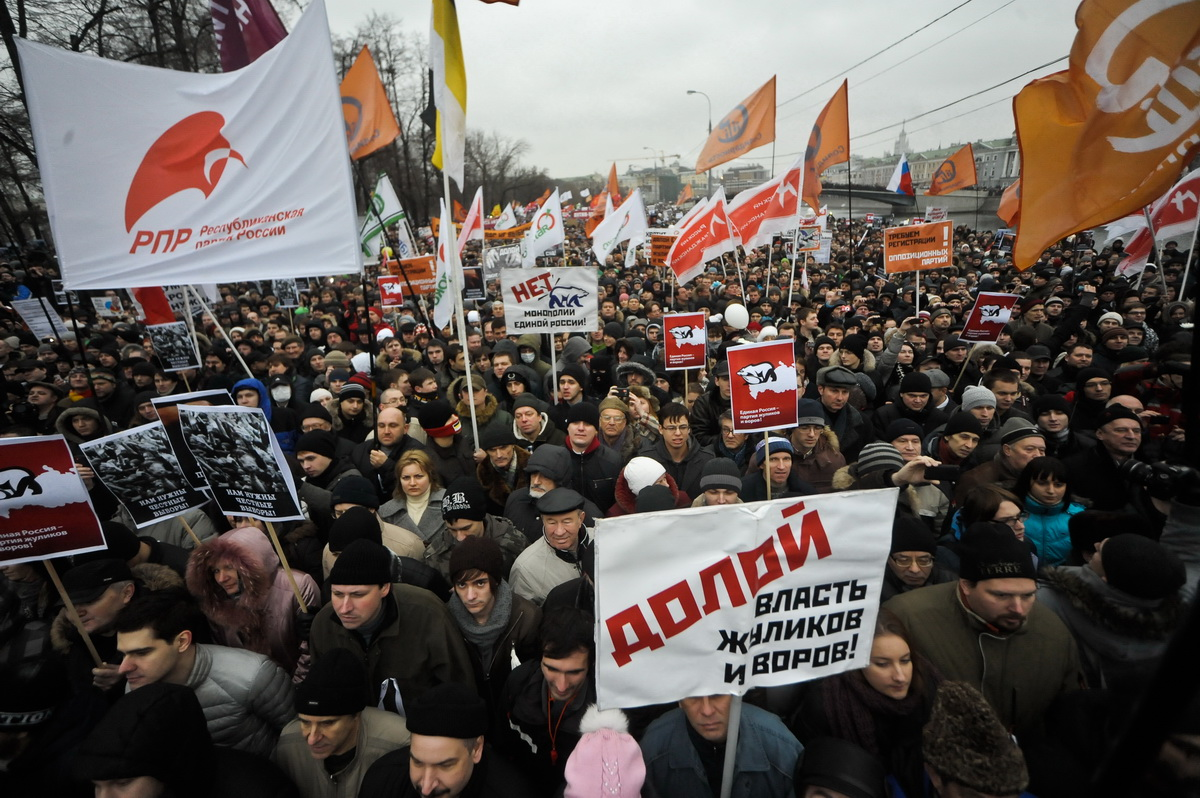
Антиурядові протести в Москві, 10 грудня 2011 року. Плакат на передньому плані свідчить: «Геть владу шахраїв і кралдіїв!».

Критики партії «Єдина Росія» також використовують фразу «партія шахраїв і крадіїв» або її скорочення.

### Розповсюдження
Наприкінці лютого 2011 року було запущено сайт партия-жуликов-и-воров.рф, який перенаправляв у фреймі відвідувачів на офіційний сайт партії. Після появи цього сатиричного сайту і подальшого вірусного поширення в соціальних мережах офіційний сайт партії протягом кількох днів мав проблеми з доступом через різке зростання відвідуваності.
Вираз «Партія шахраїв і крадіїв» набув деякої популярності й у західній пресі. Журнал The New Yorker у квітні 2011 року вперше процитував вислів «United Russia is the party of corruption, the party of crooks and thieves». Видання The Economist у редакційній статті від 1 жовтня 2011 року ідентифікувало партію як «party of thieves and crooks».
Під час передвиборчої кампанії з виборів до Державної думи 2011 року вираз «партія шахраїв і крадіїв» широко використовувався всіма опозиційними політичними партіями та окремими громадянами. Плакати, прапори та наліпки з написом «Геть партію шахраїв і крадіїв» набули поширення під час антиурядових виступів 2011-2012 років.

### Суспільна думка
Після того, як адвокат Шота Горгадзе пригрозив подати до суду від імені невідомих членів «ЄР» на Навального за його оцінне судження, Олексій Навальний у своєму блозі в LiveJournal провів опитування, в якому 96,6% з майже 40 000 тих, хто проголосував, погодилися з твердженням про те, що партія «Єдина Росія» є партією шахраїв і крадіїв, а в російському сегменті інтернету розгорнулася широка кампанія проти «партії влади». У рамках цієї кампанії Олексія Навального проводили конкурс плакатів, що закликають голосувати проти «Єдиної Росії» на найближчих виборах.
Згідно з опитуванням, проведеним Левада-Центром 19 липня 2011 року, 33% росіян згодні з твердженням, що «Єдина Росія» — це партія шахраїв і крадіїв, 47% з цією думкою не згодні; 9% росіян електорату партії згодні з гаслом «Єдина Росія — партія шахраїв і крадіїв», але їх це не бентежить. При цьому в липні 2011 року, за даними Левада-Центру, рівень електоральної підтримки «Єдиної Росії» становив 54%.
Левада-Центр з 21 по 26 червня 2012 року провів опитування росіян з питанням, чи згодні вони з визначенням «Єдина Росія» — це партія шахраїв і крадіїв. Погодилися з визначенням 42% респондентів (18% — «безумовно згодні», 24% — «скоріше згодні»). Не погодилися з визначенням 40% населення (12% — «категорично не згодні», 28% — «скоріше не згодні»). Не змогли визначитися з відповіддю 18 % респондентів. У квітні аналогічне опитування показало 38%, 54% і 15% опитаних.
За результатами опитування організації у 2013 році загальне невдоволення щодо «Єдиної Росії» тільки збільшилося, зокрема, 51% опитаних згодні з думкою, що «Єдина Росія» — партія шахраїв і крадіїв. 62% вірять, що підлеглі Путіна зацікавлені лише у зміцненні власної влади та задоволенні особистих матеріальних інтересів.
10% опитаних вірять, що члени партії піклуються про народ. Чверть опитаних вірять, що «ЄР» прагне зміцнити країну. І 18% вірять, що при владі перебувають освічені фахівці. В абсолютну чесність депутатів та їхніх офіційних декларацій за доходами вірить лише 3% опитаних.

## Реакція партії «Єдина Росія»
17 серпня 2011 року пресслужба Люблінського суду Москви заявила про подачу позову з боку першого віцеспікера Держдуми Олега Морозова з вимогами спростувати опубліковані в блозі Навального звинувачення в нецільовому використанні транспорту і спецсигналів, а також спростувати згадки Олега Морозова як «видного представника партії шахраїв і крадіїв». Того самого дня сам Морозов заявив, що не подавав позов, а став жертвою провокації, підготовленої, за його припущенням, Навальним.
11 жовтня 2011 року Люблінський суд Москви відмовився задовольнити позов єдинороса Володимира Свирида до Олексія Навального за використання виразу «Єдина Росія — партія шахраїв і крадіїв», приводом для якого став виступ на радіостанції Finam FM.

24 листопада 2011 року в прямому ефірі телеканалу «Росія» відбулися передвиборчі дебати за участю лідера партії «ЛДПР» Володимира Жириновського з одного боку і депутата Держдуми РФ, члена комісії з протидії корупції Олександра Хінштейна, які закінчилися наступною заявою Хінштейна:
«Єдина Росія» працює. Вона робить усе для того, щоб життя в нашій державі змінилося.

Нам кажуть, про «партію шахраїв і крадіїв» — я відповім! Краще бути в «партії шахраїв і крадіїв», ніж у «партії вбивць, ґвалтівників і грабіжників».
20 лютого 2013 року партія «Єдина Росія» через свою пресслужбу повідомила про відмову участі в дискусії з Олексієм Навальним в ефірі радіостанції Коммерсантъ FM. У заяві «Єдина Росія» запропонувала Навальному «ходити не на радіоефіри, а на бесіди зі слідчими».
Заява «Єдиної Росії» прозвучала на тлі складання депутатського мандата Володимиром Пехтіним, який обіймав у Думі посаду голови комітету з етики. Пехтін вирішив покинути Держдуму після того, як Олексій Навальний опублікував дані про те, що депутат володіє нерухомістю в Маямі, яка не була вказана в його деклараціях.